# صلیب جنگ ۱۹۴۵–۱۹۳۹ (فرانسه)
صلیب جنگ ۱۹۴۵–۱۹۳۹ (فرانسوی: Croix de Guerre 1939–1945‎) یک مدال فرانسوی جنگ است که در ۲۶ سپتامبر ۱۹۳۹ میلادی به منظور ارج‌نهادن به کسانی که در هر زمانی از جنگ جهانی دوم، در جبههٔ متفقین جنگ جهانی دوم علیه نیروهای محور جنگیدند، ابداع شد.
روبان این مدال قرمز رنگ است و بر روی آن چها نوار سبز وجود دارد.